# Night Court
Night Court is een Amerikaanse komedieserie. Hiervan werden 193 afleveringen gemaakt die oorspronkelijk van 4 januari 1984 tot en met 31 mei 1992 werden uitgezonden op NBC.
Voor hun bijrollen als Selma Hacker en Dan Fielding werden Selma Diamond (in 1985) en John Larroquette (in 1988) allebei genomineerd voor een Golden Globe. Daarnaast werd Night Court in totaal 31 keer genomineerd voor een Primetime Emmy Award, waarvan Larroquette die voor beste bijrolspeler in zowel 1985, 1986, 1987 als 1988 daadwerkelijk won. Verder werden er nog drie toegekend voor de montage van de aflevering 'Her Honor' (in 1987), het camerawerk voor de aflevering 'Yet Another Day In The Life' (in 1989) en het geluid van de aflevering 'The Last Temptation Of Mac' (in 1989).
In 2023 bracht NBC een reboot uit van Night Court met deze keer actrice Melissa Rauch als nachtrechter van dienst. Van de oorspronkelijke serie keerde enkel acteur John Larroquette terug in zijn rol van openbaar aanklager Dan Fielding.

## Uitgangspunt
Harry T. Stone doet dienst als rechter van het 'Night Court'. In die hoedanigheid krijgt hij de vreemdste verdachten van de meest bizarre misdaden en pietluttigste overtredingen onder ogen. Zowel Stone als de oversekste procureur Dan Fielding, pro-Deoadvocaten Christine Sullivan, Billie Young en Liz Williams, baljuws Nostradamus 'Bull' Shannon, Rosalind 'Roz' Russell, Selma Hacker en Florence Kleiner en griffiers Mac Robinson en Lana Wagner zijn niettemin ook geen doorsnee rechtbankfunctionarissen.

## Rolverdeling
*Alleen castleden met verschijningen in 10+ afleveringen vermeld
- Harry Anderson - Harry T. Stone
- John Larroquette - Dan Fielding
- Richard Moll - Nostradamus 'Bull' Shannon
- Charles Robinson - Mac Robinson
- Markie Post - Christine Sullivan
- Marsha Warfield - Rosalind 'Roz' Russell
- Selma Diamond - Selma Hacker
- Mike Finneran - Art Fensterman
- Florence Halop - Florence Kleiner
- William Utay - Phil Sanders
- Ellen Foley - Billie Young
- Denice Kumagai - Quon Le Robinson
- Karen Austin - Lana Wagner
- Paula Kelly - Liz Williams
- John Astin - Buddy Ryan